# Floresta Nacional de Shoshone
A Floresta Nacional de Shoshone (em inglês:  Shoshone National Forest) tem uma superfície de cerca de 970.000 hectares (9 700 km²) no estado norte-americano de Wyoming e foi a primeira floresta protegida em nível federal nos Estados Unidos. Originalmente parte da reserva da Área Florestal de Yellowstone, a floresta foi criada por um ato do Congresso dos Estados Unidos da América e assinada como lei pelo então presidente dos Estados Unidos, Benjamin Harrison, em 1891. Um total de quatro áreas de selva são localizadas dentro da floresta, protegendo mais da metade da área de terra dirigida ao desenvolvimento. De planícies de artemísia cobertas de densas florestas de abetos a picos de montanhas, a Floresta Nacional de Shoshone tem uma biodiversidade bastante rica, raramente combinada em qualquer área protegida.

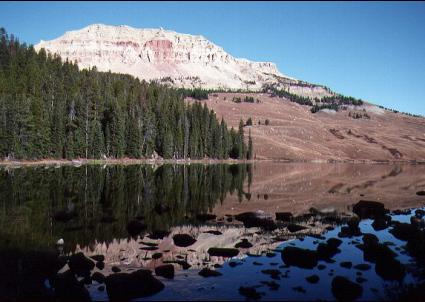
Lago de Beartooth na Floresta Nacional de Shoshone

Três cadeias de montanhas principais são parcialmente localizadas na floresta, as montanhas Absaroka, as Beartooth e as Wind River Range. O Parque Nacional de Yellowstone é parte do limite florestal ao oeste, enquanto ao sul de Yellowstone, a Divisão Continental separa a floresta da sua vizinha, a Floresta Nacional Bridger-Teton. O limite oriental inclui propriedades privadas, terras dirigidas pelo Escritório de Gerenciamento de Terras dos Estados Unidos (U.S Bureau of Land Management) e a Reserva Indígena Wind River (Wind River Indian Reservation), que pertence aos Índios Shoshone e os Índios Arapahoe.  A Floresta Nacional de Custer ao longo da fronteira de Montana é o limite ao norte.
Toda a floresta é parte do Grande Ecossistema de Yellowstone, uma expansão de terras protegidas a nível federal que abrangem aproximadamente 20 milhões de acres (80 937 km²).

## História

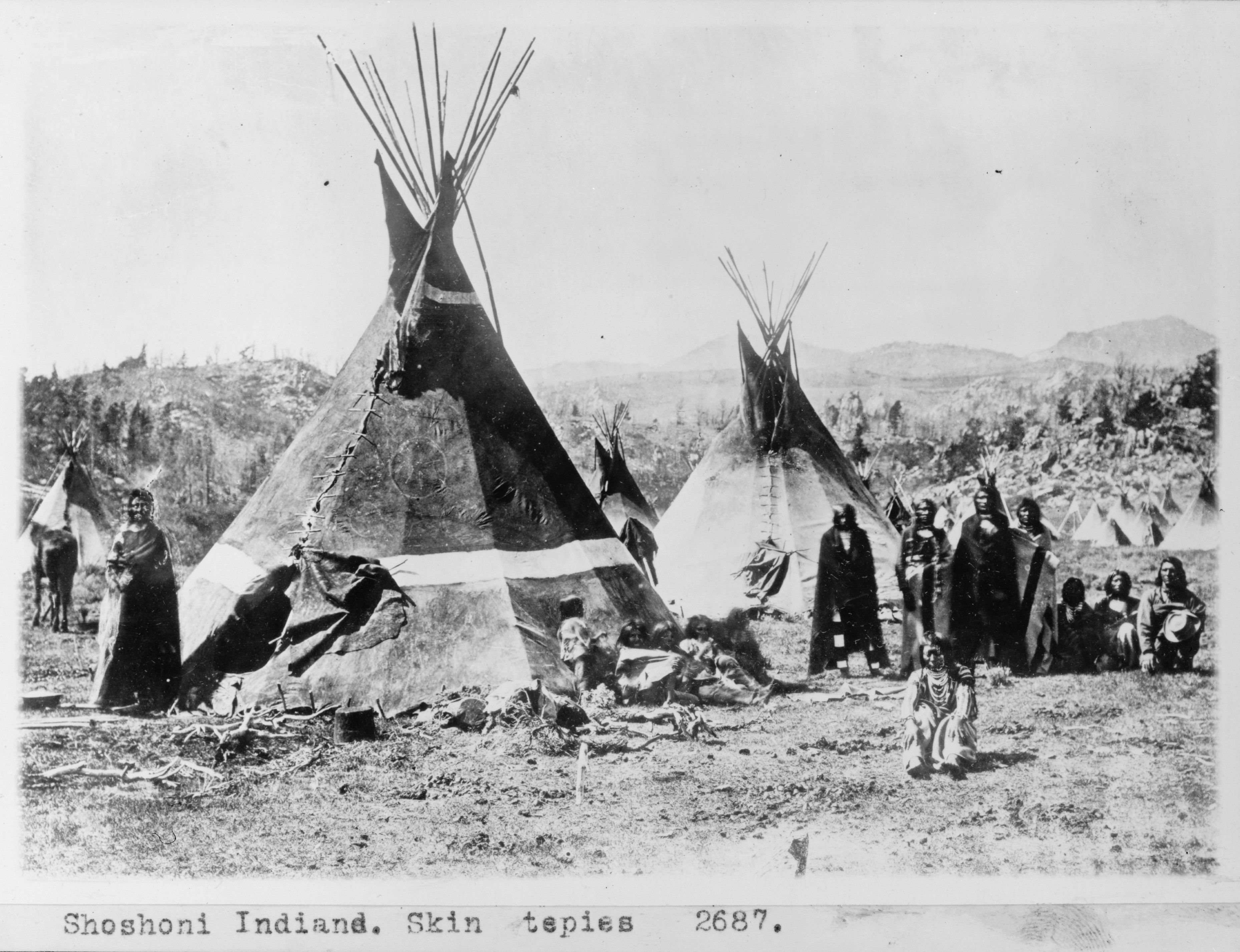
Índios Shoshone em acampamento, 1890

O nome Floresta Nacional de Shoshone é originário dos Índios Shoshone, que, junto com outros grupos indígenas americanos como o Lakota, Corvo e Cheyenne do Norte, foram as principais tribos encontradas pelos primeiros exploradores brancos na região. Evidências arqueológicas indicam a presença de tribos indígenas na área há pelo menos 8.000 anos. A floresta forneceu uma abundância de carne, produtos de madeira, e refúgio durante os meses de inverno das altas planícies mais expostas ao Leste. As porções das regiões mais montanhosas foram frequentadas pelos índios Shoshone e Sioux (Lakota) para cura espiritual e indagações de visão. Antes de 1840, o Chefe Washakie havia se tornado o líder do ramo mais oriental dos Índios Shoshone. Em 1868 ele negociou 890.000 hectares (8.903 km²) com o Governo dos Estados Unidos para ser conservado como terras indígenas, conhecidas hoje como o Reserva Indígena Wind River. Antes do estabelecimento da reserva, a Cavalaria dos Estados Unidos construiu o Forte Brown nas terras da reserva, que foi posteriormente renomeado Washakie. Durante o fim da década de 1800, o forte foi protegido por membros afro-americanos da Cavalaria dos Estados Unidos, mais conhecida como Buffalo Soldiers.  Tanto o Chefe Washakie como Sacajawea, o índio Shoshone que forneceu a ajuda inestimável a Meriwether Lewis e William Clark durante a Expedição Lewis e Clark, foram enterrados no forte, que é localizado imediatamente ao leste do limite florestal.

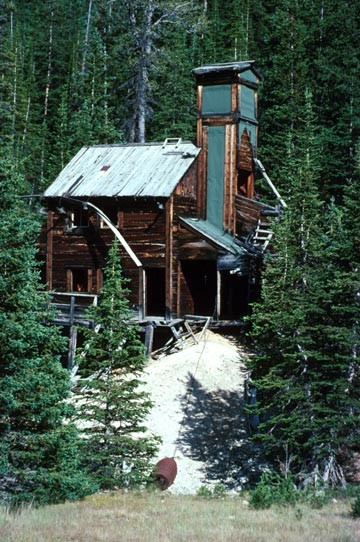
Wolf Mine, uma mina de ouro abandonada

No início da década de 1800 a floresta foi visitada por homens e exploradores como John Colter e Jim Bridger. Colter é o primeiro homem branco conhecido a ter visitado tanto a região de Yellowstone como a floresta no período entre 1806 e 1808. Sendo um membro original da Expedição Lewis e Clark, Colter solicitou a permissão de Meriwether Lewis para deixar a expedição depois que tinha terminado de cruzar as Montanhas Rochosas durante a sua viagem de regresso do Oceano Pacífico. Colter agrupou-se com dois exploradores não filiados que a expedição tinha encontrado, mas logo depois disso tinha decidido explorar regiões ao sul de onde os seus novos parceiros desejaram arriscar-se.  Viajando primeiramente na região a nordeste do que é hoje Parque Nacional de Yellowstone, Colter então explorou as Montanhas Absaroka, atravessando o Passo de Togwotee e introduzindo o vale conhecido hoje como Jackson Hole. Colter sobreviveu tanto a um ataque de urso grisalho quanto a uma perseguição feita por um bando de Índios Blackfeet que tinham tomado o seu cavalo. O explorador depois forneceu a William Clark, que tinha sido o seu comandante na Lewis e Clark Expedition, as informações anteriormente desconhecidas das regiões que ele tinha explorado, que Clark publicou em 1814.
As viagens feitas por caçadores de pele e aventureiros, como Manuel Lisa e Jim Bridger desde 1807 até 1840, concluíram a exploração da região. Com o declínio do comércio de pele até o final da década de 1840 e a escassez de castores por causa da sobre-caça com armadilhas, poucos exploradores brancos entraram na floresta. As explorações por F.V. Hayden em 1871 eram as primeiras a serem apoiadas e financiadas pelo governo federal. Hayden estava primeiramente interessado em documentar Yellowstone, ao oeste da floresta, mas sua expedição estabeleceu também que a floresta era um recurso principal que merecesse a proteção. As viagens até a floresta na década de 1880 pelo posteriormente presidente dos Estados Unidos, Theodore Roosevelt, que foi também um forte advogado da conservação de terra, forneceu o ímpeto que subsequentemente estabeleceu a Reserva da Área Florestal Yellowstone em 1891, criando a primeira floresta nacional dos Estados Unidos.

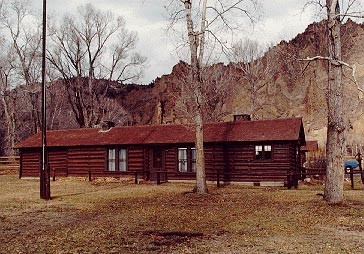
Estação da Guarda-florestal de Wapiti

Em 1902 o presidente Roosevelt primeiramente expandiu extremamente a reserva e dividiu-a então em quatro unidades separadas, sendo Shoshone a maior. Sobre a criação do Serviço Florestal dos Estados Unidos (United States Forest Service) em 1905, a reserva foi indicada como uma Floresta Nacional, mas o estilo de expressar em palavras e o título atuais foram formulados quarenta anos mais tarde, em 1945. Em anos mais recentes, a gerência da floresta foi feita pela Estação da Guarda-florestal de Wapiti, que ficada situada ao oeste de Cody, Wyoming.  A estação foi construída em 1903 e é a estação de guarda-florestal de sobrevivência mais velha em qualquer floresta nacional, e é enumerada agora no Registro Nacional de Lugares Históricos dos Estados Unidos.
Durante a última década do século XIX, os minerais tais como ouro foram minados com êxito limitado. A última mina foi abandonada em 1907, mas a extração de ouro é ainda permitida em muitas áreas da floresta, e na maioria das circunstâncias, nenhuma licença é requerida. Depois do fim da era de mineração, numerosos acampamentos foram estabelecidos pelo Civilian Conservation Corps para ajudar a combater o desemprego durante a Grande Depressão na década de 1930. Os acampamentos alojaram grupos de homens desempregados que foram pagos pelo governo federal para construir caminhos, rastros e lugares para acampamentos de futuros viajantes à região de Yellowstone. O número de visitantes cresceu rapidamente após do fim da Segunda Guerra Mundial com o advento de melhores caminhos e aceitabilidade à região.

## Gestão florestal
A Floresta Nacional de Shoshone é dirigida pelo Serviço Florestal dos Estados Unidos (U.S Forest Service), uma agência do Departamento de Agricultura dos Estados Unidos. A floresta é dividida em cinco distritos e tem um pessoal de 145 empregados. O orçamento operacional anual é 15 milhões de dólares, sendo a maior parte dele de concessões. A sede principal e um centro de visitantes são localizados em Cody (Wyoming) e centro de informações menor é localizado em Lander (Wyoming).
Como em todas as Florestas Nacionais dos Estados Unidos, a conservação de práticas e de recursos em Shoshone assegura um fluxo sustentável de algumas matérias-primas da floresta, como madeira para construção e a polpa de madeira para produtos de papel. Adicionalmente, a extração mineral por mineração e exploração de óleo e de gás são conduzidas também, embora na Floresta Nacional de Shoshone isto tenha ficado menos comum devido a um consenso para proteger a natureza prístina da região. Mais comum do que a derrubada de árvores e mineração são as opções de arrendamento oferecidas a rancheiros para permitir o pasto de gado e ovelhas.  A floresta fornece guias e reforça regulamentos ambientais para assegurar que os recursos não sejam sobreexplorados, e que os produtos necessários sejam disponíveis para futuras gerações, embora os grupos de conservação tenham exprimido preocupações sobre as práticas da gerência do programa de arrendamento e especialmente problemas de pastoreio de gado.
Os esforços de ambientalistas combinados com a exigência pública levaram à criação de zonas designadas de selva que começam em 1964 dentro da maior parte de áreas de terra do Governo dos Estados Unidos que se ajustam aos critérios da selva.  A designação de selva fornece um nível muito mais alto de proteção de terra e proíbe qualquer alteração de recurso feita pelo homem. Na Floresta Nacional de Shoshone, menos 10% da área total são utilizados para arrendamento de terra ou extração mineral. O resto da floresta é região selvagem, reservada para a proteção de habitat e animais, ou reservada para a recreação do visitante.  Contudo, o pastoreio de gado em áreas ribeirinhas e em zonas fora dos acordos de arrendamento são pontos contínuos do argumento. Os grupos interessados na exploração de óleo e de gás também fazem lobby para explorar regiões que podem comprimir adversamente o habitat da vida selvagem. Os planos para construir estradas em áreas não-selvagens para uma extração mais fácil da madeira foram atacados e não são de acordo com a legislação recente que proíbe tal construção. Por fim, a proteção da espécies ameaçadas como o urso pardo e o lobo vai de encontro aos interesses da administração local.

## Recursos naturais

### Flora

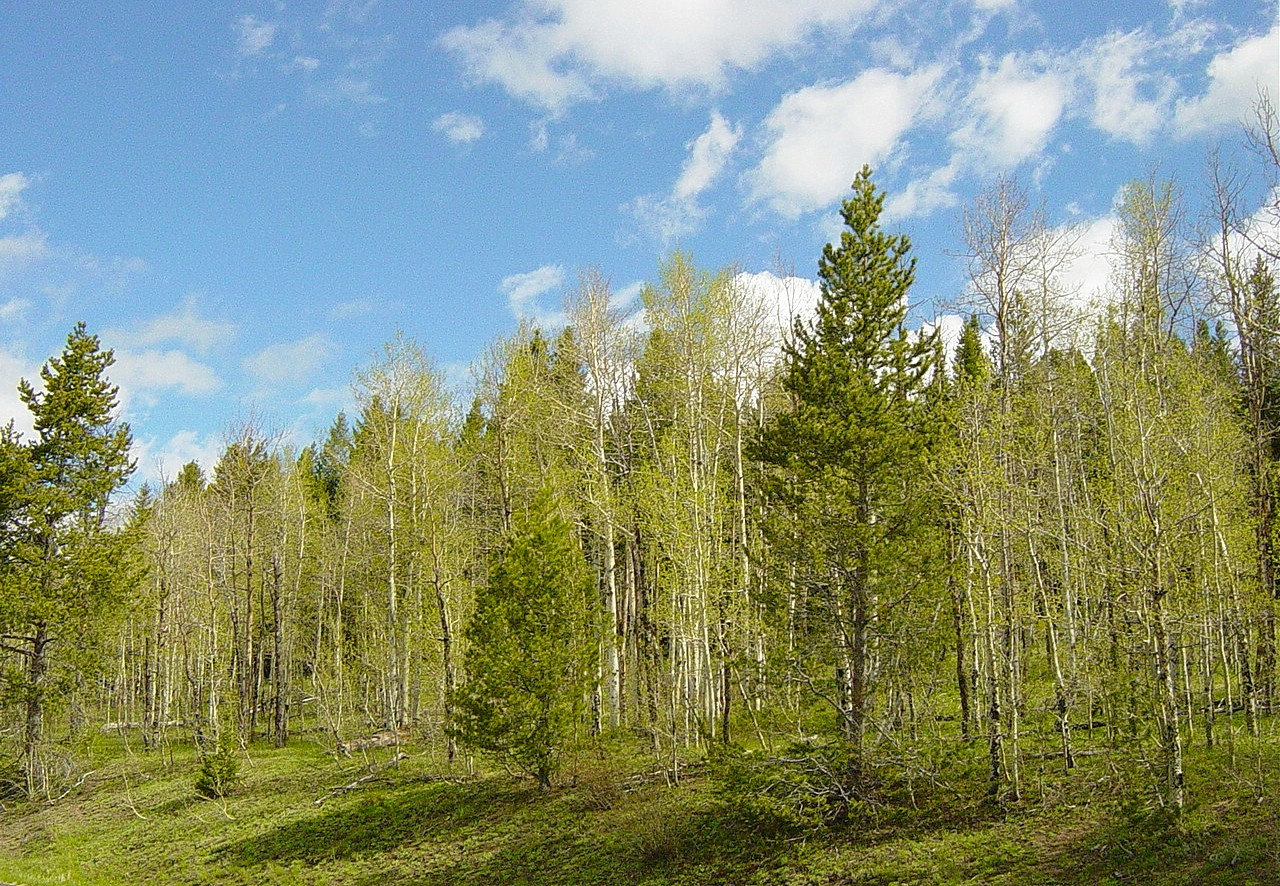
Um bosque de Álamos durante a primavera

A Floresta Nacional de Shoshone documentou 1 300 espécies distintas de árvores e plantas e novas descobertas são feitas a cada ano. A espécie de árvore mais comum que é registrada na reserva é o Lodgepole Pine, que junto com o Juniperus scopulorum, Pseudotsuga e o Álamo são cultivados em elevações de até 9.000 pés (2.700 m).  Ao longo de correntes e vias marítimas, o Cottonwood é comum, mas só na altitude mais baixa. As numerosas espécies de plantas são endêmicas à região e não nascem em qualquer outro lugar no mundo. Entre essas plantas nativas a grama de panarício, fremont bladderpod, shoshonea, e a north fork easter daisy fornece flores brancas e amarelas vívidas durante a Primavera e o Verão.
As espécies exóticas são normalmente introduzidas acidentalmente na floresta, viajando muitas milhas do seu habitat nativo. Na maior parte dos casos, essas espécies de plantas exóticas são encontradas perto de estradas e lugares do acampamento. O Besouro de pinheiro de montanha é uma espécie de inseto que naturalmente é conhecida por infestar bosques florestais, e é especialmente comum em áreas com numerosos pinheiros e árvores de abeto. Durante grandes infestaçõs, o besouro pode apagar enormes áreas da floresta, aumentando potencial de incêndio e reduzindo o habitat e a sustentabilidade da floresta. O Serviço Florestal tem um esforço de controle de espécie invasivo que identifica e tenta conter a nova extensão de plantas não-nativas.

### Fauna

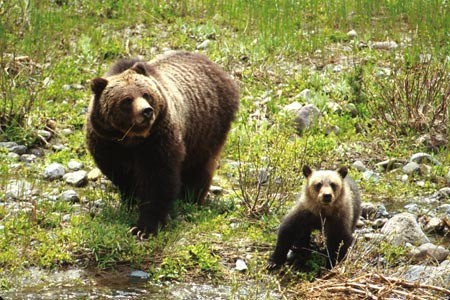
Um urso pardo e seu filhote

Desde a migração do lobo cinzento em extinção na Floresta Nacional de Shoshone, depois do bem sucedido Programa de Reintrodução do Lobo na região de Yellowstone até o final da década de 1990, praticamente todas as 50 espécies conhecidas de mamíferos que existiram antes do acordo ainda existem hoje.
Aproximadamente 125 ursos pardos estimados vagam entre a floresta, Parque Nacional de Yellowstone e duas outras Florestas Nacionais que limitam com Shoshone. O urso pardo é enumerado como uma espécie ameaçada pelo United States Fish and Wildlife Service em 48 estados e a floresta é um dos seus últimos lugares seguros. Para isso, que é considerado ser uma "problema", as armadilhas não-letais são estabelecidas para capturá-los para que eles possam ser trasladados a áreas remotas, longe da civilização.  No caso do urso pardo, cada urso capturado é tranquilizado e logo tem a orelha marcada com um número de identificação. Cada número é registrado e se o urso continuar voltando a áreas onde eles correm risco de ameaça iminente à segurança humana, eles são exterminados. Esta situação ocorre menos frequentemente com o urso negro, mais pequeno e menos agressivo, do qual aproximadamente 500 residem na floresta. Um programa de gerência ativo em conjunto com outras Florestas Nacionais e Parques Nacionais dentro do Grande Ecossistema de Yellowstone trabalham cooperativamente para maximizar a segurança humana e assegurar a proteção de habitat de ambas as espécies de ursos endêmicos. Os visitantes são obrigados a armazenar seus alimentos em veículos ou nos recipientes de aço encontrados nos acampamento. No backcountry, a comida deve ser fornecida a alguma distância de áreas do acampamento e outras precauções relacionadas são reforçadas para ajudar a prevenir encontros imprevistos.

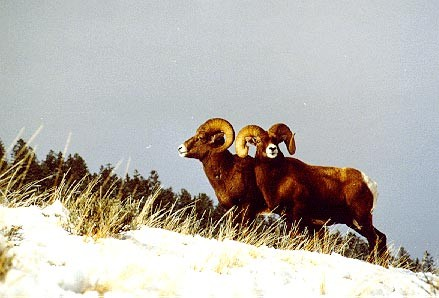
Muflões

O leão-de-montanha (também conhecido como a suçuarana ou puma) é, com o lobo-cinzento, um dos principais carnívoros que habitam a floresta. O leão de montanha noturno é raramente visto e os seus números não são conhecidos, mas evidências como numerosas impressões de pata sugerem que eles sejam comuns. O lobo migrou para a floresta do Parque Nacional de Yellowstone mas é menos comum na floresta.  Espera-se que a população de lobos aumente dentro de algum tempo. Outros mamíferos onívoros na floresta incluem o carcaju, o coiote, o lince, a doninha, a marta e o furão. Adicionalmente, o castor, a marmota, o pika, o guaxinim e o texugo são comumente encontrados em todas as partes da floresta.
Os herbívoros nativos, como alce, são encontrados em pequenos números perto de vias marítimas, especialmente em elevações mais baixas. O alce (também conhecido como Uapiti), cervo mulo e antilocapra são alguns dos mamíferos mais comumente vistos, e há também algumas pequenas populações de bisão. Os muflões habitam o terreno rochoso e as elevações mais altas. Durante o inverno, o maior rebanho de muflões congrega-se na região em volta de Dubois, Wyoming; contudo, os seus números desde 1990 foram muito diminuídos devido à pilhagem de coiotes e doenças.
Aproximadamente trezentas espécies de pássaros são encontradas na floresta, pelo menos em parte do ano. As águias-de-cabeça-branca e águias-reais, ameaçadas de extinção, são mais comuns agora do que em muitas décadas e tendem a habitar áreas perto de vias marítimas. O falcão-peregrino, o esmerilhão, os gaviões e o corujão-orelhudo são outros pássaros de rapina que também ficaram mais comuns. O cisne-trombeteiro é encontrado em números muito limitados, principalmente em ou perto de lagos e correntes. Outras aves aquáticas como a garça-azul, pelicano-branco, ganso-do-canadá e espécies numerosas de patos também são vistos. O faisão, o galo-silvestre e o peru são largamente distribuídos através das terras abertas.

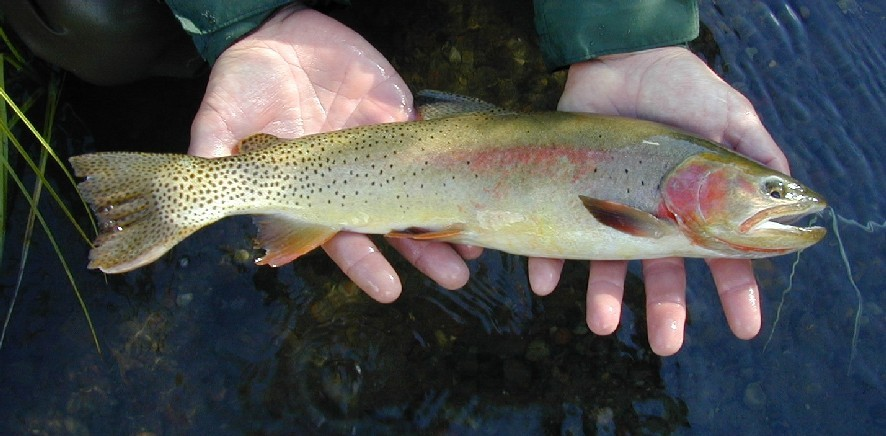
Oncorhynchus clarki bouvieri

Há oito espécies e subespécies de truta presentes na floresta, como o Oncorhynchus clarki, que é o único natural de espécie em Wyoming. O Oncorhynchus clarki bouvieri é encontrado só nos parques florestais e adjacentes e é uma de quatro subespécies de trutas assassinas na floresta.  As espécies de peixe adicionais incluem o Thymallus arcticus, o Coregonus e o Esturjão.
Há poucos répteis na floresta, contudo várias espécies de cobra, inclusive a cascavel-da-pradaria-venenosa, podem ser encontradas em elevações mais baixas junto com outros répteis como a tartaruga-pintada. Os animais anfíbios como a anura, a salamandra e o sapo são relativamente comuns. Os insetos como mosquitos e moscas podem ser vistos na primavera e no verão em altitudes mais altas, e são conhecidos por incomodarem bastante.

### Selva

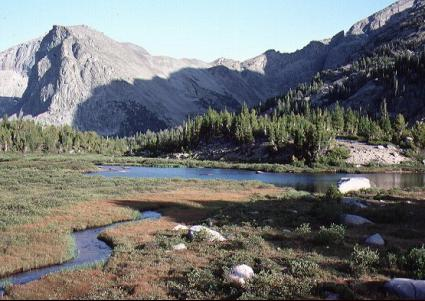
Selva de Popo Agie

A floresta contém quatro áreas da selva prístina, que permaneceram basicamente não tocadas por atividades humanas como mineração, derrubada de árvores etc. As quatro regiões compreendem 1,5 milhões de acres (6.000 km²) e incluem as selvas de Absaroka Norte, Washakie, Fitzpatrick e Popo Agie. Adicionalmente, uma pequena porção da Selva Absaroka-Beartooth estende-se na parte noroeste da floresta, ao longo do limite com Montana.
A Lei da Selva de 1964 realçou a posição de proteção de terras remotas e/ou pouco desenvolvidas já contidas dentro de áreas protegidas administradas de modo federal. A passagem do ato assegurou que nenhuma melhora humana se realizaria além das que já existem. A posição protegida na selva designou zonas proibidas para construção de edifícios, a exploração de óleo e minerais, a derrubada de árvores e também proibição do uso de equipamentos motorizados, inclusive bicicletas. A única maneira pela qual pode-se entrar em áreas de selva é a pé ou a cavalo.  A caça e a pesca são permitidas na selva, bem como em todas as partes da floresta, à condição que os que se ocupam em tais atividades possuam as licenças apropriadas.

### Incêndios florestais
A Floresta Nacional de Shoshone tem um Programa de Gerênciamento de Incêndios ativo que reconhece que os incêndios florestais são uma parte natural do ecossistema; contudo, isto nem sempre foi o caso.  Depois dos incêndios catastróficos na região de Yellowstone em 1988, um esforço para identificar as áreas do potencial de queimada semelhante foi implementado. Trabalhando cooperativamente com o National Interagency Fire Center, um esforço de multiagências federais, recursos estatais e locais, e proprietários de terra locais na Interface Rural-Urbana, um sistema de restrições de incêndio e gerência de combustíveis foi desenvolvido para reduzir as possibilidades de um incêndio catastrófico.
Os relâmpagos causam 70% dos incêndios que ocorrem na floresta.  Esses são normalmente produzidos por temporais que têm muita energia mas com pouca umidade associada, uma ocorrência comum durante o solstício de verão.  O resto dos incêndios é o resultado de fogueiras negligenciadas e outros descuidos humanos.

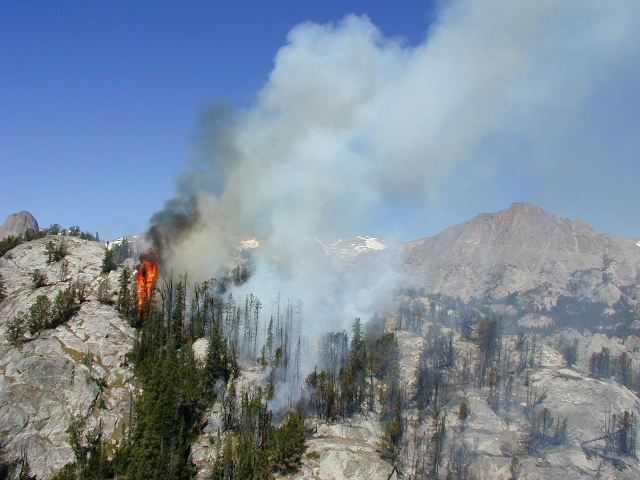
Um incêndio florestal em 2001

Em caso de incêndios não naturais, a floresta tem uma política de supressão completa, exceto em casos de queimadas prescritas, que são uma parte do Programa de Gerênciamento de Incêndios.  Uma média de 25 incêndios ocorre a cada ano, e os incêndios de mais de 1000 acres (4 km²) ocorrem a cada três anos. Em 2003 mais de 50 incêndios foram registrados, e desses, cinco excederam 1000 acres.
A floresta mantém uma equipe de tempo integral de uma dúzia de indivíduos durante o verão.  Seus trabalhos incluem manter um nível alto de preparação, manter-se vigilantes quanto a atividade de fogo, responder relatos de incêndios, fazer manutenção de equipamentos, monitorar o clima e umidade atmosférica relativa, e se preparar diariamente para relatos de incêndios, que são usados para dar informação aos visitantes e muitas milhas de mangueira dos bombeiros à sua disposição. Um helicóptero pode ser chamado rapidamente, com uma base regional para uma equipe de smokejumpers e air tankers usados para providenciar suporte de ar de uma maneira retardatária e quedas d'água. No caso de incêndios maiores, a National Interagency Fire Command pode ativar recursos disponíveis em dias ou até mesmo em horas.

## Geografia e Geologia

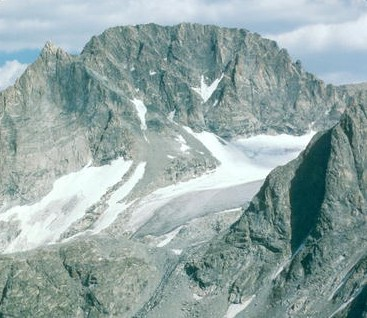
O Pico Gannett é a maior montanha na floresta e em Wyoming

A altitude na floresta varia de 4 600 pés (1 402 metros) perto de Cody, Wyoming, a 13 804 pés (4 207 metros) a cima do Pico Gannett, uma elevação de mais de 9 200 pés (2 800 metros). As três cadeias de montanhas principais encontradas na floresta são geologicamente distintas uma da outra. Todas as montanhas são uma parte das Rochosas e são o ponto transicional entre as Rochosas centrais e as Rochosas do norte.
As Montanhas Absaroka foram chamadas como a tribo indígena Crow, embora eles só habitassem a parte distante mais ao norte da cadeia de montanhas. A maioria das Montanhas Absaroka é contida dentro da floresta, sendo o ponto mais alto o Pico Francs com 13.153 pés (4.009 m). Esticando-se de norte a sul pelas seções norte e orientais da floresta, eles medem por palmos mais de 100 milhas (160 km) do limite de Montana a ao sul de Dubois, Wyoming.
Os passos de montanha importantes pelo Absarokas incluem o Sylvan Pass, que leva à entrada oriental do Parque Nacional de Yellowstone; e o Togwotee Pass, que fornece o acesso a Jackson Hole e o Grand Teton National Park. Os picos das Montanhas Absaroka são basálticos, sendo o resultado da atividade vulcânica que pode ter ocorrido há 50 milhões de anos durante a época Eocena.  As próprias rochas são relativamente escuras e compõem-se de riolito, andesito e brecha. Por causa das erosões geradas por geleiras e água, e a maciez relativa das rochas, as Absarokas são bastante penhascosas na aparência. O ouro foi extraído das encostas do Pico Francs até 1907, e a pequena cidade fantasma de Kirwin ainda é visitada hoje. Poucos lagos existem nas Absarokas, mas a parte superior tanto do lago Bighorn como dos Rios de Yellowstone são encontrados lá.
As Montanhas Beartooth, na seção mais ao norte da floresta, ígneo e metamórficamente intrusas, originaram-se há mais de 3,96 bilhões de anos e expõem algumas das rochas mais antigas do planeta Terra, formadas no período Pré-cambriano.  Embora muitas vezes considerada uma parte das Absarokas, elas são distintas na aparência e história geológica. Levantadas há aproximadamente 70 milhões de anos durante o Laramide orogeny, as Beartooths compõem-se de planaltos e picos parecido com rochedos íngremes. As rochas de granito, de gneisse e de xisto são ricas em minerais como cromo e platina. O ferro e o magnésio são encontrados na biotita, anfíbola e piroxena. O quartzo e os feldspatos também são comumente encontrados. Os geólogos acreditam que Beartooth um dia teve pelo menos 20 000 pés (6096 m) de altitude, mas a corrosão subsequente de dezenas de milhares de anos reduziu-os a uma média de 12.000 pés (3.657 m) para os mais altos picos. Há aproximadamente 300 lagos na região de Beartooth da Floresta Nacional de Shoshone, alguns deles deixados para trás pelo retroceço das geleiras desde a última Era glacial conhecida como a Glaciação Pinedale, que terminou rudemente há 10 000 anos. A Estrada de Beartooth (U.S. Route 212) cruza a 10 974 pés (3345 m) com o Passo de Beartooth, e daí desce à entrada nordeste ao Parque Nacional de Yellowstone.

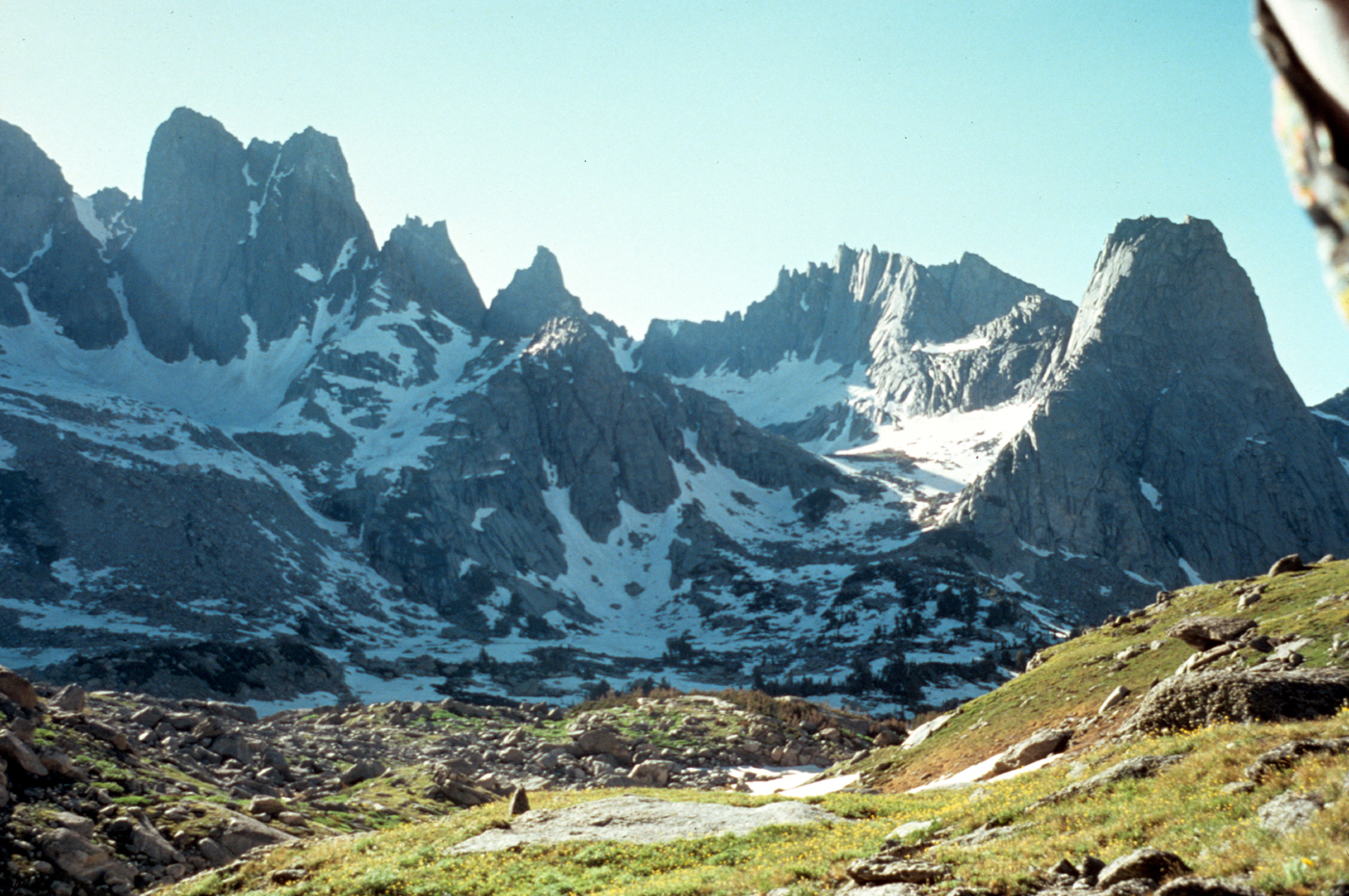
Cirque of the Towers United States Geological Survey

O Wind River Range está na parte sul da floresta e é composto principalmente de rochas de granito, gnaisse e xisto. O Pico Gannett é o pico mais alto do estado de Wyoming, e outros sete picos também excedem 13 500 pés (4115 m). Um dia, achava-se que o Pico Fremont era a montanha mais alta das Montanhas Rochosas devido à sua Proeminência topográfica quando examinado do Oregon Trail. No total, mais de 230 montanhas estão acima de 12 000 pés (3600 m).  Esta variedade é também popular com escaladores de montanha de todo o mundo por causa da sua rocha sólida e a variedade de vias. O Cirque of the Towers, na Selva de Popo Agie, é uma das escaladas mais populares, e aproximadamente 200 vias trepadeiras diferentes são localizadas dentro dos picos que rodeiam o Cirque. Centenas de lagos são localizadas nesta região.
Ao todo, mais de 500 lagos são localizados na floresta, bem como 2500 milhas (4023 km) de correntes e rios. O Clarks Fork Yellowstone River é designado como um National Wild and Scenic River (Rio Selvagem e Cênico Nacional) de 22 milhas (35 km) pela floresta, com rochedos íngremes de até 2.000 pés (610 m). Toda a floresta é localizada nas encostas orientais da Divisão Continental, e todos os rios que escorrem na floresta consequentemente desembocam no Oceano Atlântico.

### Glaciologia
Segundo o Serviço Florestal dos Estados Unidos (U.S. Forest Service), a Floresta Nacional de Shoshone tem a maior parte de geleiras individuais do que em qualquer Floresta Nacional dos Estados Unidos, única nas Montanhas Rochosas. Segundo a guia de recreação florestal, há dezesseis denominadas e 140 geleiras não denominadas dentro da floresta, todas localizadas no Wind River Range. Quarenta e quatro dessas geleiras são encontradas na  Selva Fitzpatrick, centrada em volta dos picos de montanha mais altos. Contudo, o conselho de água estatal do estado de Wyoming enumera só 63 geleiras de Wind River Range inteira, e isto inclui áreas fora dos limites florestais. Enquanto há um pouco de dúvida que a floresta tenha mais geleiras do que alguma outra nas Rochosas, não há nenhuma controvérsia sobre o fato de que todas as geleiras na floresta estão desaparecendo rapidamente.
Invertendo o crescimento que ocorreu durante a Pequena Idade do Gelo (1350–1850), houve uma redução de 50% dos glaciares no mundo inteiro desde 1850. A maior parte desta redução foi bem documentada por evidências fotográficas e outros dados. Uma aceleração do desaparecimento desde a década de 1970, contudo, parece ser correlacionado com o aquecimento global.

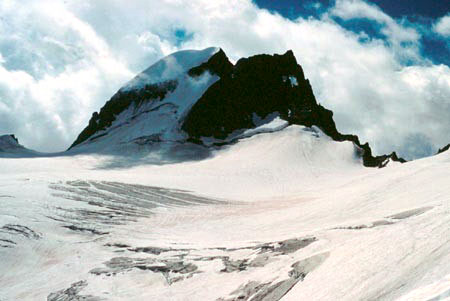
Glaciar Gannett

O comportamento das geleiras da Floresta Nacional de Shoshone é compatível com este modelo. A área coberta por geleiras encolheu-se em 50% no século depois que eles foram primeiramente fotografadas até o final da década de 1890. A pesquisa entre 1950 e 1999 demonstrou que as geleiras encolheram-se por mais de um terço do seu tamanho junto àquele período. A pesquisa também indica que o desaparecimento glacial foi proporcionalmente maior na década de 1990 do que qualquer outra década em 100 anos. O Glaciar Gannett, na encosta nordeste do Pico Gannett, é a maior geleira das Montanhas Rochosas nos Estados Unidos. Ela perdeu, segundo notícias, mais de 50% do seu volume desde 1920, com 25% daquela perda desde 1980.
As pequenas geleiras encontradas na floresta são menos capazes de fundir-se comparando com as grandes folhas de gelo da Groenlândia e da Antártica, que também estão mostrando claramente evidência do encolhimento. Sem alterações climáticas favoráveis, elas continuarão a derreter até desaparecerem. Glaciologistas acreditam que se as tendências atuais continuarem, no meio do século XXI, todas as geleiras restantes na floresta terão desaparecido. O encolhimento já reduz o segundo turno glacial de Verão, que fornece a água a correntes e lagos e fornece uma fonte de água fria vital a certos peixes e espécies de plantas.  Isto, por sua vez, pode ter um impacto significativo no ecossistema florestal dentro de algum tempo.

## Clima
Com uma média de menos de 10 polegadas (25 cm) de precipitação anualmente, Wyoming é geralmente considerado um estado árido.  Contudo, a Floresta Nacional de Shoshone é localizada em algumas grandes cadeias de montanhas no estado, que asseguram que as geleiras e a desnevada forneçam a água de correntes pelos meses secos de verão.  A temperatura média nas elevações mais baixas é 72°F (22,2°C) durante o verão e 20 °F (−6.7 °C) durante o inverno, e os picos mais altos calculam a média de 20 °F (−6,7 °C) abaixo daquelas figuras.  A temperatura mais alta já registrada é de 105 °F (40,6 °C), enquanto uma leitura de −52 °F (−47 °C) foi registrada em 1993. A maior parte da precipitação cai no inverno e no início da primavera, enquanto o verão é acentuado com temporais de tarde. A noite é normalmente fresca e seca. Devido à altitude e à secura da atmosfera, o esfriamento radiativo vigoroso ocorre em todas as partes do ano, e as variações de temperatura de 50 °F (10 °C) diariamente são normais. Consequentemente, as noites são muito frescas no verão a extremamente frias no inverno; por isso, os visitantes sempre devem lembrar-se de trazer pelo menos uma jaqueta, até mesmo durante o verão.

## Cultura popular
A Floresta Nacional de Shoshone foi o cenário do jogo eletrônico de aventura em primeira pessoa de 2016, Firewatch.